# Gmina Augustenborg
Gmina Augustenborg (duń. Augustenborg Kommune) – w latach 1970-2006 (włącznie) jedna z gmin w Danii w okręgu południowej Jutlandii (Sønderjyllands Amt). 
Siedzibą władz gminy było miasto Augustenborg. 
Gmina Augustenborg została utworzona 1 kwietnia 1970 na mocy reformy podziału administracyjnego Danii. Po kolejnej reformie administracyjnej w roku 2007 weszła w skład nowej gminy Sønderborg.

## Dane liczbowe
- Liczba ludności: (♀ 3283 + ♂ 3294) = 6577
  - wiek 0-6: 8,6%
  - wiek 7-16: 14,5%
  - wiek 17-66: 61,8%
  - wiek 67+: 15,1%
- zagęszczenie ludności: 124,1 osób/km²
- bezrobocie: 3,0% osób w wieku 17-66 lat
- cudzoziemcy z UE, Skandynawii i USA: 149 na 10 000 osób
- cudzoziemcy z krajów Trzeciego Świata: 117 na 10 000 osób
- liczba szkół podstawowych: 2 (liczba klas: 43)